# Эшелон из рая
«Эшелон из рая» (чеш. Transport z ráje) — чехословацкий художественный фильм, снятый в 1962 году режиссёром Збынеком Бринихом по собственному сценарию.
Экранизация одноименного рассказа Арношта Лустига.
Кинолента снята представителем поколения чехословацких деятелей искусства кино, расцвет творчества которых пришёлся на чехословацкую новую волну.

## Сюжет
Фильм об ужасах жизни узников и преступлениях нацистов в Терезинском гетто. Группа заключенных организовала в гетто подпольную типографию, которую фашисты обнаружили, арестовали и вместе с очередным эшелоном отправили их в Освенцим.

## В ролях
- Зденек Штепанек — Давид Левенбах
- Илья Прахарж — Мориц Герц
- Иржи Врстяла — Бинде
- Честмир Ржанда — Марбулштауб
- Ладислав Пешек — Рубичек
- Вальтер Тауб — Шпигель
- Индржих Нарента — генерал СС
- Йозеф Винкларж — Вагус
- Йозеф Абргам — Дател
- Юрай Герц — «Милорд»
- Властимил Бродский — Мукл
- Йиржина Штепничкова – заключённая Элизабет Феннер
- Ладислав Потмешил — юноша

## Оценки и награды
В 1963 году фильм был награждён премией «Золотой Леопард» на международном кинофестивале в Локарно. В рецензии The New York Times отмечено, что этот фильм является ярким образцом чехословацкого киноискусства.